# Radosna Parada Niepodległości

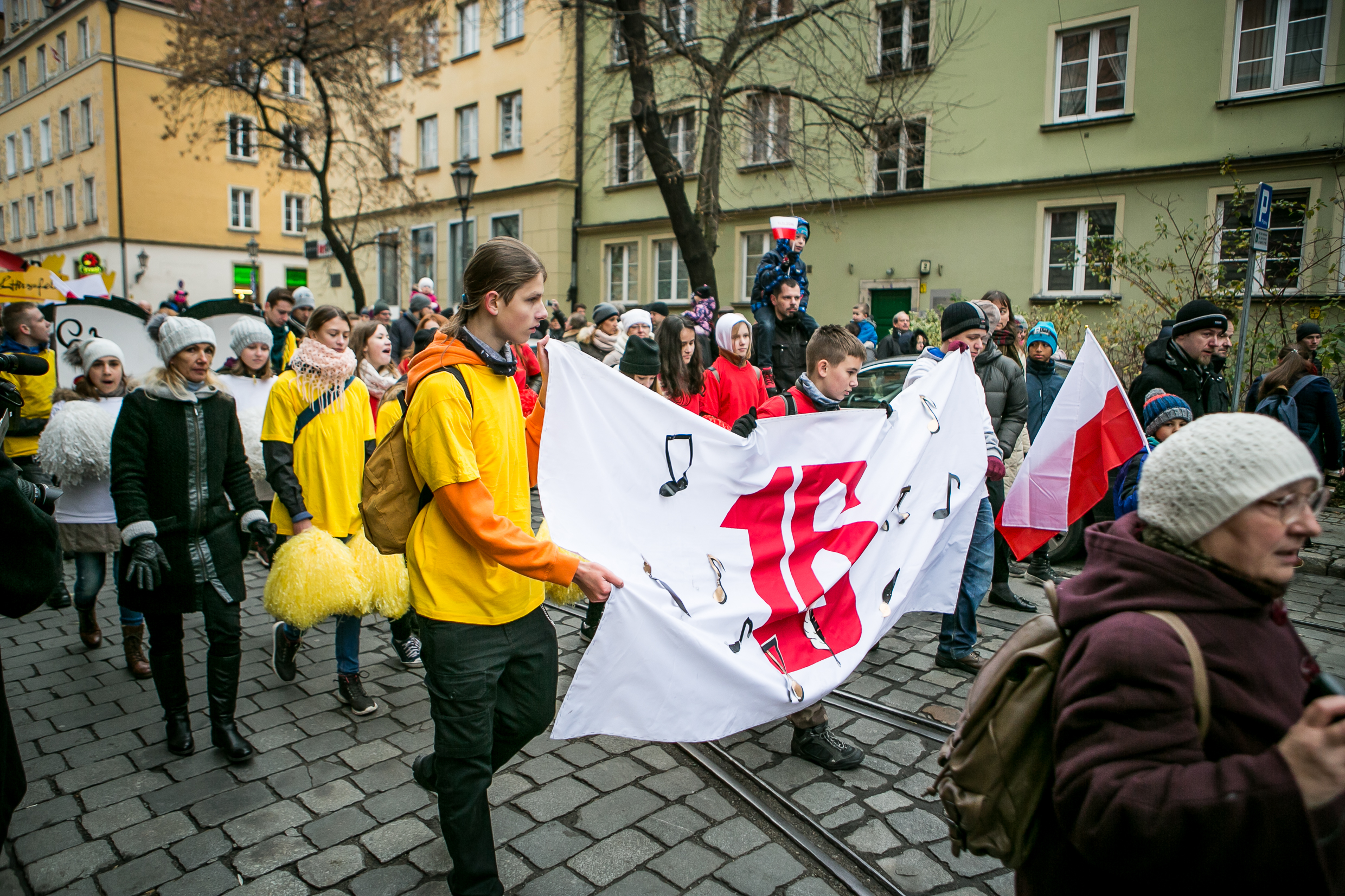
Radosna Parada Niepodległości, Wrocław 2016 r.

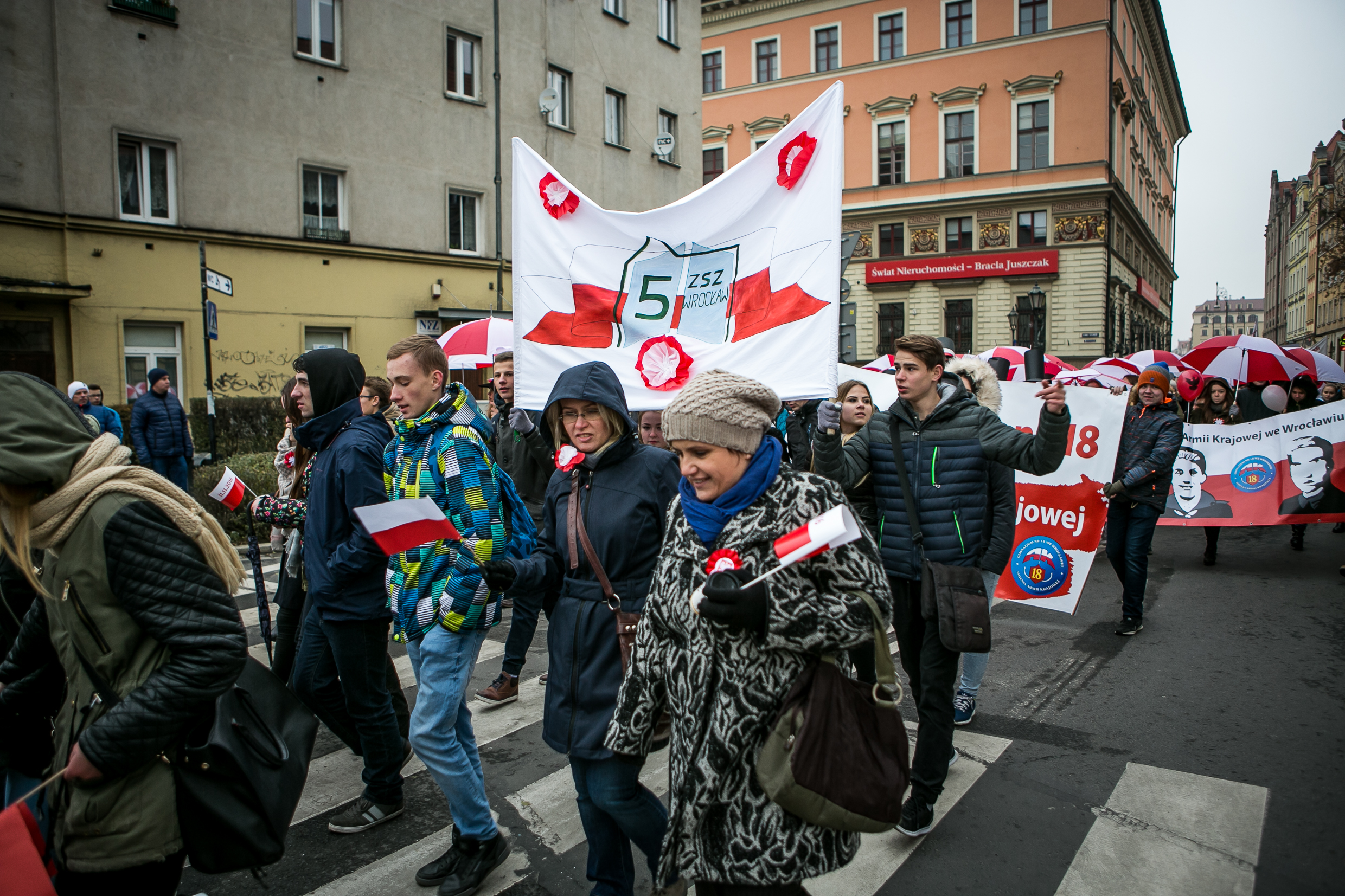
Radosna Parada Niepodległości, Wrocław 2016 r. - Na pierwszym planie uczniowie ZSZ nr 5.

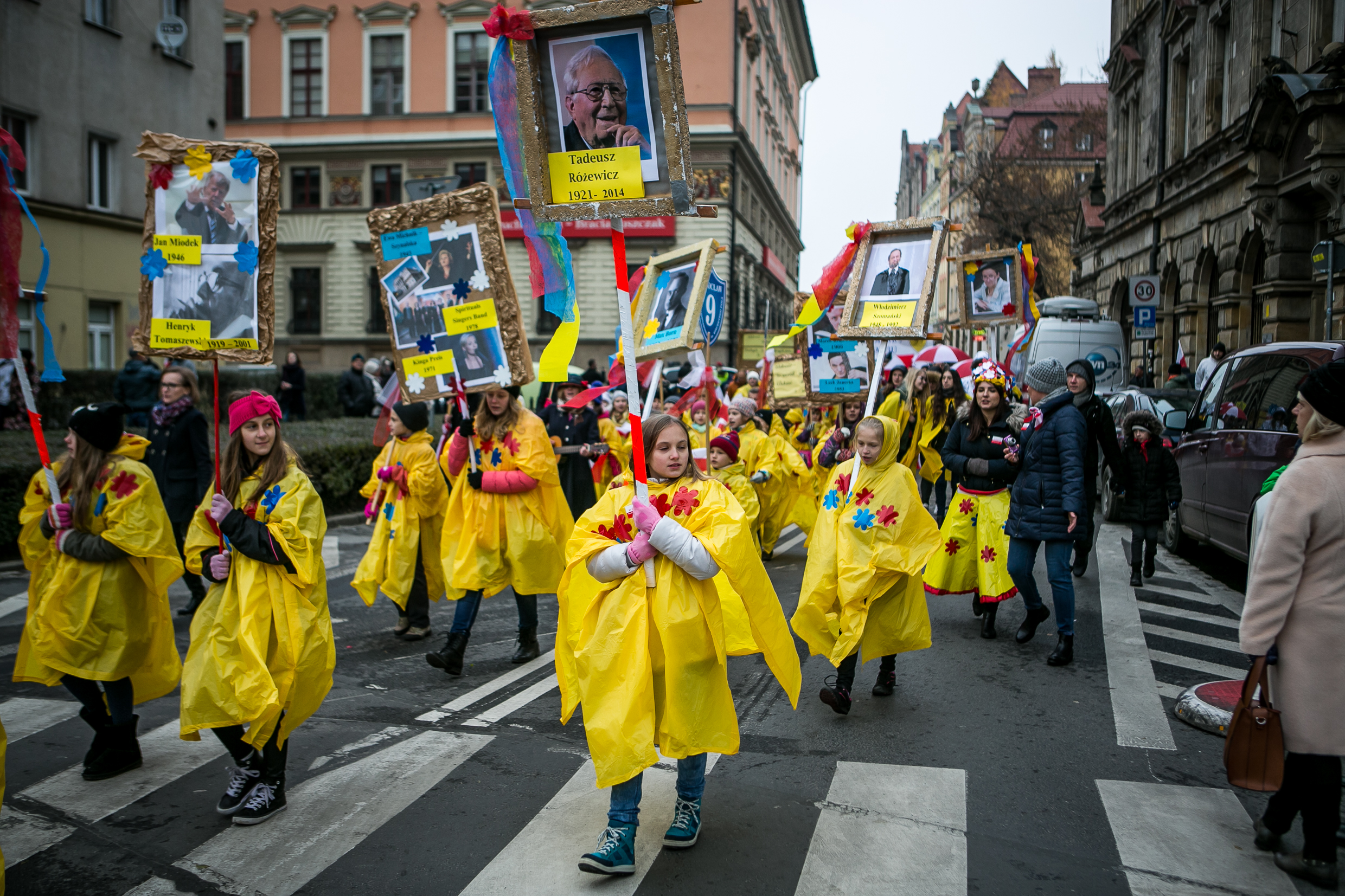
Radosna Parada Niepodległości, Wrocław 2016 r. - Wrocławscy Gimnazjaliści.

Radosna Parada Niepodległości – manifestacja w postaci przemarszu ulicami Wrocławia, odbywająca się każdego roku w dniu 11 listopada.
Obchody Narodowego Święta Niepodległości we Wrocławiu zaczynają się mszą świętą w bazylice św. Elżbiety Węgierskiej, w której znajduje się Mauzoleum Pamięci Polskiego Państwa Podziemnego i Armii Krajowej. Następnie na wrocławskim rynku odbywa się apel niepodległościowy z udziałem żołnierzy Wojska Polskiego. Po oficjalnych uroczystościach ulicami w centrum miasta przechodzi Radosna Parada Niepodległości w której biorą udział mieszkańcy miasta i zaproszeni goście.
Wrocławska parada jest jedną z największych tego typu manifestacji w Polsce. Pierwsza parada przeszła ulicami Wrocławia w 2002 roku. W 2015 roku wzięło w niej udział ponad dziesięć tysięcy ludzi.